# 卡尼凯利
卡尼凯利（法語：Kani-Kéli，法語發音：[kani keli]）是法国海外省马约特的一个市镇。

## 地理
卡尼凯利（12°57'24"S, 45°6'18"E）面积20.59 平方千米，位于法国海外省马约特。
与卡尼凯利接壤的市镇（或旧市镇、城区）包括：邦德雷莱、布埃尼、希龙吉。
卡尼凯利的时区为UTC+03:00。

## 行政
卡尼凯利的邮政编码为97625，INSEE市镇编码为97609。

## 政治
卡尼凯利所属的省级选区为布埃尼县，同时卡尼凯利也是该县的中央投票站所在地。

## 人口
卡尼凯利于2017时的人口数量为5507人。